# میانه قدر مطلق انحراف
در علم آمار، میانه قدر مطلق انحراف (MAD)، معیاری مقاوم از میزان تغییرات یک نمونه از داده تک متغییره کمّی است. برای داده تک متغیره مثل   X1, X2, ..., Xn کمیت MAD به صورت میانه قدر مطلق انحراف از میانه کل داده تعریف می‌شود:
{\displaystyle \operatorname {MAD} =\operatorname {median} \left(\ \left|X_{i}-\operatorname {median} (X)\right|\ \right),\,}
به بیان دیگر ، ابتدا فاصله نمونه‌ها با میانه آنها را به دست می‌آوریم. سپس میانه قدر مطلق این فاصله‌ها را به عنوان خروجی آزمون اعلام می‌کنیم. 
کاربرد این آزمون در محاسبه میزان پراکندگی داده است. به عبارت دیگر، MAD یک آماره مقاوم نسبت به داده‌های پرت است. این آزمون در زمینه داده‌های پرت مقاوم تر از انحراف استاندارد عمل می‌کند. در انحراف استاندارد مجذور فاصله‌ها از میانگین محاسبه می‌شوند و در نتیجه داده‌های دورتر وزن بیشتری می‌گیرند. از این روست که داده‌های پرت تاثیر فراوانی بر آن می‌گذارند. ولی در آزمون MAD  انحراف تعداد کمی از داده‌های پرت بی تاثیر خواهد بود. از آنجایی که آزمون MAD از انحراف استاندارد یا واریانس مقاوم تر است، با توزیع‌هایی که میانگین یا واریانس ندارند همچون توزیع کوشی بهتر عمل می‌کند.